# 邪降3：鬼影隨行
《邪降3：鬼影隨行》是一部2008年泰國恐怖電影。
本片是2005年电影《恶魔的艺术2》的前傳，讲述了由娜帕克帕发·纳克普拉西特饰演的潘娜老师为了向折磨她的人复仇而使用降头的故事。

## 剧情
影片开头，帝特折磨他以前的师父，要他交出“第三眼”，因为拜三眼神就能成为降头之王。师父警告说，帝特承受不了他吸收的那么多降头，会被反噬的。帝特无视警告，一刀刺穿了师父的额头，想要挖出第三眼，但老人身上似乎并没有第三眼，帝特只好杀了他。后来，帝特在他的酒店房间里，用芦苇和草药泡澡，想要治愈他肚子上腐烂的伤口，因为太多的降头从里到外吞噬了他。尽管如此，伤口仍在溃烂，而且越来越大。
在医院里，潘娜老师被绑在精神病房的病床上，护士和医生在一旁看着。医生开出了换药处方，声称不会伤害潘娜未出世的孩子。护士是一位名叫阿萍的女子，她是阿塔的阿姨，也刚刚怀孕。阿萍的丈夫阿德随后来到医院接她，一起开车去火车站接阿塔。
十年前，潘娜曾辅导过阿萍和阿塔。阿塔的父亲普爱上了潘娜，为了娶她，他毒死了自己的第一任妻子杜安。阿塔的阿公和阿祖寻求帝特的帮助，将杜安的魂魄转移到一个新的肉身里，使她复活。他们用阿塔的血液作为管道，让他念出咒语，但他过于紧张，仪式失败了。现在，阿塔回家与家人团聚，家人希望他这次能完成仪式。一家人再次找来帝特帮助他们。
阿萍把潘娜从医院带走，带到家里的谷仓，阿塔的阿公在那里用盐保存着杜安的尸体。仪式开始后，阿萍将潘娜绑上馬鐙，取出她的胎儿。潘娜挣扎时，帝特看到她额头上凸起的第三眼，决定不惜一切代价也要得到它。阿塔念咒成功，潘娜的魂魄离开她的肉身，被困在一面镜子中，而杜安的魂魄则进入了潘娜的肉身。帝特在杜安/潘娜的手腕上系了一根锁魂索。阿德去把胎儿和镜子埋在一个小神龛的底部，但被丛林中的一些声音吓到了，于是丢下一切自己跑了。与此同时，第三眼让杜安/潘娜产生了一些毛骨悚然的幻觉——大多是被降头杀害的人。在与这些隐形怪物推搡时，锁魂索从她的手腕上掉了下来。
接下来，杜安/潘娜来到了丛林中的一个秘密小屋，她把丈夫普绑在那里。她透露自己是附身潘娜的杜安，指责他想要抛弃自己。她拔下他的脚趾甲折磨他。当她离开小屋时，普挣脱了束缚，朝自己的头部开了一枪。在丛林深处，杜安的魂魄开始从潘娜的肉身中分离出来，她与帝特奋力搏斗，想要回到潘娜的肉身中去，这时困有潘娜魂魄的镜子被打破，杜安的魂魄被驱逐，潘娜的魂魄得以回归，帝特则落荒而逃。就在这时，阿塔的阿祖开始大喊大叫，说有恶鬼要来杀了他们。
在谷仓里，潘娜将阿塔的阿公绑在椅子上，并摆放了一些降头用具。然后，潘娜用别针把他的眼睛别开，再在眼睛上撒盐，然后声称会让他亲眼看到家人一个接一个惨死。
潘娜利用她的降头（以及第三眼的额外力量），让阿塔的阿祖用一根长的金属钉刺穿了自己的耳朵。随后，阿德听到阿萍在呼唤他，于是冲到外面，看到了她流血的幻象。随着幻象来到村里的風車，潘娜的降头使一根绳子变成了绞索，套住了他的脖子。阿萍和阿塔都赶到了这里，努力想要救出阿德，但他们无法对抗风车，阿德被勒死了。
回到谷仓后，潘娜指使阿公呼唤阿塔和阿萍，并开始往他的眼睛里滴热蜡。阿萍和阿塔跑过来，但她却让他们迷失了方向。潘娜用降头让阿萍的胎儿膨胀，从她的身体里爆炸出来。阿塔发现了她的尸体，并看到了潘娜的幻象，想要用棍子打她，但棍子却穿过了她的身体。帝特来到这里，用降头刀刺穿了潘娜的魂魄，要求她把第三眼交给他。不料，潘娜的力量过于强大，她推开了帝特，使他的腹部伤口不断扩大，直至完全吞噬他的胸膛。
阿塔最终逃到了谷仓，他的阿公正坐在一张桌子旁，周围摆着家人的尸体。这时潘娜赶到，抓住了阿塔，然后用喷火器烧掉了他的皮肤（如上一部影片中所见）。最后一个闪回镜头显示，潘娜小时候因为长相被同学欺负，曾去找一个和尚施法，让她遇到的任何人都会被她吸引。
影片以尾声“1年後”结束，阿塔在火车站见到了他的五位同学，《恶魔的艺术2》由此拉开序幕。

## 电影节
- 2008年奇幻电影节
- 2008年加拿大奇幻電影節（英语：Fantasia Festival）